# طهماسب مظاهری
طهماسب مظاهری خورزنی (زاده ۱ اسفند ۱۳۳۲ تهران) سیاستمدار ایرانی است که رئیس کل بانک مرکزی جمهوری اسلامی ایران از سال ۱۳۸۶ تا ۱۳۸۷ و پیش‌تر وزیر امور اقتصادی و دارایی در کابینه سید محمد خاتمی، بین سال‌های ۱۳۸۰ تا ۱۳۸۳ بود. وی هم‌اکنون به عنوان کارشناس رسمی دادگستری در رشته راه و ساختمان و عضو هیئت مدیره کانون کارشناسان رسمی دادگستری تهران فعالیت می‌کند. در سال ۱۳۹۶ در انتخابات شورای عالی کارشناسان رسمی دادگستری از تهران انتخاب و به‌عنوان رئیس شورای عالی کارشناسان انتخاب شد. در ۷ اسفند ۱۳۹۶ به سمت مدیرعامل شرکت مپنا بین‌الملل منصوب گردید.

## زندگی
مظاهری دارای مدرک کارشناسی و کارشناسی ارشد عمران از دانشکده فنی تهران و مدرک دکترا در رشته مدیریت مالی از دانشکده مدیریت دانشگاه تهران است. وی در سال‌های اول پس از انقلاب مدتی مدیر کانون پرورش فکری کودکان و نوجوانان و مدت کوتاهی حدود یک سال نیز معاون عمرانی استانداری کهگیلویه و بویراحمد بود.
از سال ۱۳۵۹ تا ۱۳۶۰ معاون عمرانی استانداری کهگیلویه و بویراحمد، از سال ۱۳۶۰ تا ۱۳۶۳ معاون امور مناطق، معاون بودجه‌ریزی و نظارت و سپس قائم‌مقام سازمان برنامه و بودجه، از سال ۱۳۶۳ تا ۱۳۶۸ رئیس بنیاد مستضعفان انقلاب اسلامی و عضو شورای سرپرستی آن بوده است.
مظاهری همچنین از سال ۱۳۷۰ تا ۱۳۷۳ دبیرکلی بانک مرکزی، از سال ۱۳۷۳ تا ۱۳۷۶ قائم مقامی مدیرعامل شرکت فولاد را برعهده داشته است.
وی در دولت هفتم از سال ۱۳۷۶ تا ۱۳۸۰ مشاور رئیس‌جمهور و رئیس دفتر مشاوران رئیس‌جمهور بود. در این مدت دبیر ستاد اقتصادی دولت نیز بود. وی در دولت هشتم از ۱۳۸۰ تا ۱۳۸۳ وزیر امور اقتصادی و دارایی بودو از سال ۱۳۸۴ تا ۱۳۸۵ به‌عنوان معاون‌کل وزارت امور اقتصادی و دارایی و از تابستان سال ۱۳۸۵ تا ۱۳۸۸ در نقش مدیرعامل بانک توسعه صادرات ایران ایفای وظیفه نمودند.

### ریاست بانک مرکزی
طهماسب مظاهری در روز ۱۴ شهریور ۱۳۸۶ (۵ سپتامبر ۲۰۰۷) به دنبال استعفای ابراهیم شیبانی از ریاست‌کل بانک مرکزی طی مراسمی و با حضور محمود احمدی‌نژاد رئیس‌جمهور ایران، به عنوان رئیس کل بانک مرکزی ایران معرفی شد.
وی پس از اختلاف نظر با احمدی‌نژاد در مورد افزایش نقدینگی و مخالفت با سیاست‌های بانکی احمدی‌نژاد و تقاضاهای متعدد وزیر کار دولت نهم در تزریق نقدینگی به صورت وام به بنگاه‌های زودبازده و همچنین مخالفت با کاهش نرخ بهره بانکی هنگامی که تورم بیش ۲۹ درصدی، از همکاری با دولت اجتناب کرد و محمود بهمنی دبیرکل بانک مرکزی با حکم رئیس‌جمهور به ریاست این بانک منصوب شد.

### مصادره چک ۳۰۰ میلیون بولیواری هنگام ورود به آلمان
بنا بر گزارش روزنامه آلمانی بیلد آم زونتاگ، هنگام ورود طهماسب مظاهری به آلمان از طریق فرودگاه دوسلدورف در تاریخ ۲۱ ژانویه ۲۰۱۳ (۲ بهمن ۱۳۹۱)، یک چک به مبلغ ۳۰۰ میلیون بولیوار ونزوئلایی، معادل ۷۰ میلیون دلار آمریکا، در چمدان او کشف شد که به دلیل اعلام‌نکردنش موجب ضبط چک توسط پلیس گمرک آلمان گردید. این موضوع در رسانه‌های فارسی‌زبان انعکاس یافت و بعضی حتی از دستگیری وی گزارش دادند. وکیل مظاهری ضمن تکذیب خبر دستگیری وی، موضوع را یک سوء تفاهم دانست. سفیر ایران در ونزوئلا اعلام کرد که چک مورد اشاره به شرکت کیسون، یک شرکت خصوصی ایرانی، تعلق دارد و منبع پول، پرداخت‌های دولت ونزوئلا به این شرکت بابت کارهای ساخت وسازی است که در ونزوئلا انجام شده است. به گفته شرکت کیسون این چک برای اجرای پروژه خانه‌سازی در ونزوئلا و هزینه طرح هفده هزار واحد مسکونی بوده است. گمرک آلمان پس از بررسی‌های لازم ادعای مظاهری را تأیید کردند و بلا اشکال بودن همراه بودن آن چک را به صورت کتبی به وی اعلام کردند و چک مذکور را به ایشان مسترد نمود.

## در انتخابات ریاست جمهوری ۱۳۹۲
وی در یازدهمین دوره انتخابات ریاست جمهوری ایران نامزد شد و گفته به صورت مستقل در انتخابات شرکت می‌کند. مظاهری در ۲۱ اردیبهشت ۱۳۹۲، آخرین روز ثبت نام انتخابات ریاست‌جمهوری با حضور در وزارت کشور به صورت مستقل در یازدهمین دوره انتخابات ریاست جمهوری نام‌نویسی کرد، اما تأیید صلاحیت نشد.